# Juri Iwanowitsch Schurawljow

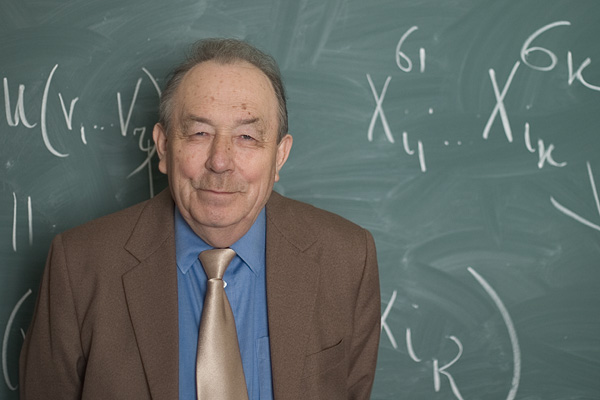
Juri Iwanowitsch Schurawljow (2004)

Juri Iwanowitsch Schurawljow (russisch Юрий Иванович Журавлёв; * 14. Januar 1935 in Woronesch; † 14. Januar 2022) war ein sowjetisch-russischer Mathematiker und Hochschullehrer.

## Leben
Nach dem Besuch der Jungenmittelschule in Frunse begann Schurawljow das Studium an der Lomonossow-Universität Moskau (MGU) in der Mechanik-Mathematik-Fakultät (Mechmat). Bereits 1953 fertigte er bei Alexei Andrejewitsch Ljapunow seine erste wissenschaftliche Arbeit über die Minimierung partiell definierter Boolescher Funktionen an, die in der Zeitschrift des Steklow-Instituts für Mathematik veröffentlicht wurde und 1955 den 1. Preis im Allrussischen Wettbewerb der wissenschaftlichen Studentenarbeiten gewann. Die Lösung des Problems der Suche nach Wörtern in einer endlichen Menge unter Berücksichtigung der Charakteristika ihrer Struktur war seine Diplomarbeit, nach deren Verteidigung er 1957 Aspirant der MGU bei Ljapunow an Sergei Lwowitsch Sobolews Lehrstuhl wurde.
1959 wechselte Schurawljow als wissenschaftlicher Mitarbeiter in das von Sobolew 1957 gegründete Mathematik-Institut der Sibirischen Abteilung (SO) der Akademie der Wissenschaften der UdSSR (AN-SSSR, seit 1991 Russische Akademie der Wissenschaften (RAN)) im Nowosibirsker Akademgorodok. 1960 verteidigte er mit Erfolg seine Dissertation über die Lokalität von Problemen der Minimierung Boolescher Funktionen und sein Theorem der lokalen Unlösbarkeit des Problems der minimalen disjunktiven Normalform für die Promotion zum Kandidaten der physikalisch-mathematischen Wissenschaften. 1961 gründete er und leitete dann die Abteilung für Komplexitätstheorie und Berechenbarkeitstheorie. Schwerpunkte waren Computersimulationen, nichtlineare Programmierung und angewandte Forschung. Er entwickelte eine allgemeine Theorie der lokalen Algorithmen, die in der Theorie der Algorithmen topologische Prinzipien berücksichtigte. Seine Doktor-Dissertation mit dieser Theorie verteidigte er 1965 als eine der ersten Dissertationen im Bereich der mathematischen Kybernetik mit Erfolg für die Promotion zum Doktor der physikalisch-technischen Wissenschaften. Seine Opponenten waren Wiktor Michailowitsch Gluschkow, Alexei Andrejewitsch Ljapunow, Oleg Borissowitsch Lupanow und Assan Dabsowitsch Taimanow, der auf Wunsch Anatoli Iwanowitsch Malzews die technisch sehr schwierigen Teile der Dissertation überprüfte. Im selben Jahr trug Schurawljow auf dem Kongress der International Federation for Information Processing in New York vor.
1966 wurde Schurawljow wissenschaftlicher Vizedirektor des Mathematik-Instituts der SO der AN-SSSR. Sein neuer Forschungsschwerpunkt wurde die Muster- und Bilderkennung. Zusammen mit den Geophysikern Fjodor Petrowitsch Krendelew und A. N. Dmitrijew analysierte er die verfügbaren Informationen über Gold-Lagerstätten und entwickelte einen Algorithmus, der zur Erkennung neuer Lagerstätten führte. Er entwickelte ein Algorithmenmodell zur Berechnung von Schätzungen, das die Basis für umfangreiche Forschungs- und Entwicklungsarbeiten wurde.
Neben seiner Forschungstätigkeit lehrte Schurawljow an der Universität Nowosibirsk (NGU) an Anatoli Iwanowitsch Malzews Lehrstuhl für Algebra und Mathematische Logik.
Ab 1969 arbeitete Schurawljow in Moskau im Rechenzentrum der AN-SSSR. Er leitete das Laboratorium für Probleme der Muster- und Bilderkennung, aus dem dann die Abteilung für Muster- und Bilderkennung und kombinatorische Analyse und die Abteilung für Prognose-Berechnungsmethoden entstanden. Schließlich wurde Schurawljow wissenschaftlicher Vizedirektor des Rechenzentrums.
1970 begann Schurawljow als Professor am Moskauer Institut für Physik und Technologie (MFTI) zu lehren. Er war Gastprofessor in den USA, in Frankreich, Finnland, Schweden, Österreich, Polen, Bulgarien, der DDR u. a.
Schuraljow wurde 1984 zum Korrespondierenden Mitglied der AN-SSSR und 1992 zum Vollmitglied der RAN gewählt. 1992 wurde er Vollmitglied der Russischen Akademie der Naturwissenschaften.
Ab 1989 war Schurawljow Mitglied der International Association for Pattern Recognition. 1992 wurde er Editor-in-Chief der Zeitschrift Pattern Recognition and Image Analysis.
1997 organisierte Schurawljow und leitete dann den Lehrstuhl für mathematische Methoden der Erkennung der Fakultät für Computermathematik und Kybernetik der MGU. 1998 wurde er Vorsitzender des Wissenschaftlichen Rats für komplexe Probleme der Kybernetik beim Präsidium der RAN.
Schurawljow war Mitglied der Europäischen Akademie der Wissenschaften und Künste und auswärtiges Mitglied der Real Academia de Ciencias Exactas, Físicas y Naturales und der Nationalen Akademie der Wissenschaften der Ukraine.

## Ehrungen, Preise
- Orden des Roten Banners der Arbeit[3]
- Orden der Völkerfreundschaft[3]
- Leninpreis im Bereich Wissenschaft (1966 zusammen mit Oleg Borissowitsch Lupanow und Sergei Wsewolodowitsch Jablonski)[2]
- Preis des Ministerrats der UdSSR (1986 für Anwendungsarbeiten zusammen mit seinen Studenten)[3]
- Verdienstorden für das Vaterland IV. Klasse (1999),[10] III. Klasse (2006)[3]
- Lomonossow-Preis I. Klasse der MGU (2003)[3]
- Ritterkreuz des Verdienstordens der Republik Polen (2004)[3]
- Preis des Ministerrats der Russischen Föderation (2008)[3]